# چرخه فنیان (اوسیان)
چرخه فنیان در کنار چرخه اولستر دو بخش مهم اسطوره‌شناسی ایرلندی را تشکیل می‌دهند. چرخه فنیان بر خلاف چرخه اولستر که در قرن اول میلادی رخ می‌دهد، چرخه فنیان در قرن سوم میلادی رخ می‌دهد. وقایع تاریخی که زمینه این داستان‌ها را تشکیل می‌دهد از نبرد کنوچا در ۱۷۴ تا نبرد گابرا یا گاورا در ۲۸۳ در بر می‌گیرد.

## فیانا
بخش محوری چرخه فنیان دربارهٔ دسته‌جاتی به نام فیانا می‌باشد. فیانا در لغت به معنای گروه و دسته است و اشاره به فرقه‌های سلحشوری و شوالیه‌گری دارد. این فرقه‌ها در ابتدا برای حفاظت از ایرلند تأسیس شده بودند اما به تدریج دچار فساد شده و به اخاذی و باج‌گیری در کشور می‌پرداختند.

## فیون (فین مک کومهایل)

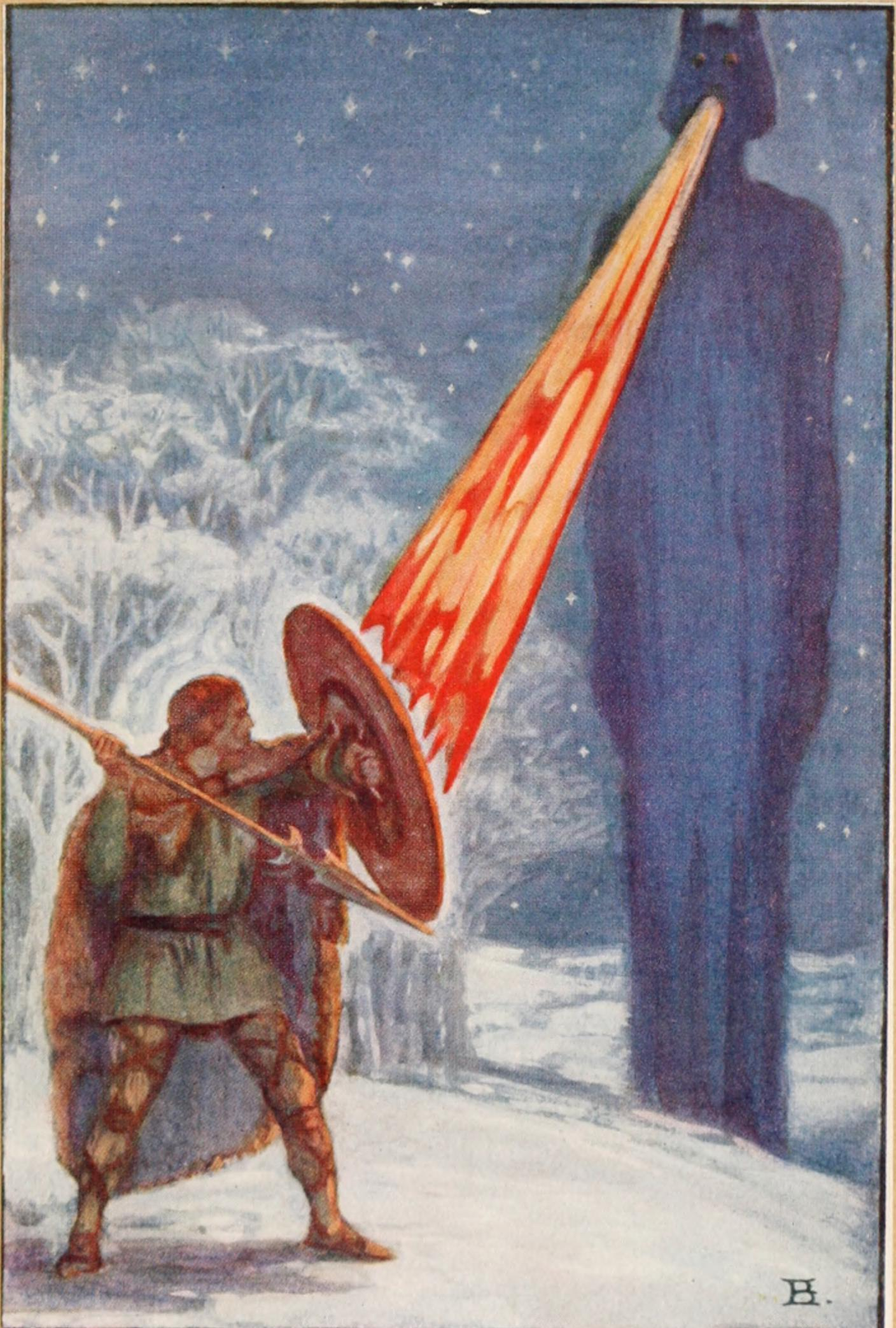
مبارزه فیون با ایلن اثر بئاتریس الوری

قهرمان اصلی داستان چرخه فنیان، پهلوانی به نام فیون یا فین مک کومهایل است که گاهی اوقات فین مک کول نیز خوانده می‌شود. او با توآتا دی دانان (خدایان پیشامسیحیت ایرلند) در ارتباط است. فین با گرانیه دختر کورماک پادشاه ایرلند ازدواج می‌کند اما گرانیه بعدتر شوهر پیرش را ترک می‌کند تا به شوالیه جوانی به نام دیارمید ازدواج کند. فین پدر اوسیان (اویسین یا اوشین) و پدربزرگ اسکار (اسگور) بود که آن دو نیز از پهلوانان بزرگ ایرلند در جریان چرخه فنیان می‌باشند. فیون نزد حکیمی به نام فینگاس آموزش دید. این حکیم به مدت هفت سال برای او ماهی آزاد حکمت را صید می‌کرد. او هنگامی که به شهر تارا می‌رفت، با غولی به نام ایلن که در جریان جشن سوون کاخ را به آتش می‌کشید، مبارزه کرد و وی را شکست داد.

## اوسیان (اوشین)
اوسیان یا اوشین در لغت به معنای گوزن کوچک است. اوشین که به خاطر اشعاری که به او منسوب است، شناخته شده، مادری به نام نیامه (در تلفظ ایرلندی نیوه) یا نیو موطلایی دارد که از تبار توآتا دی دانان می‌باشد. وقتی که در نبرد گابرا، فنیان‌ها شکست می‌خورند او توسط مادرش نجات می‌یابد و به تیر نا نوگ (بهشت اساطیر ایرلند) می‌رود اما بعد از سیصدسال تصمیم می‌گیرد که به ایرلند بازگردد. مادرش به او اسبی می‌دهد و به او هشدار می‌دهد که پایش را بر روی زمین ایرلند نگذارد اما تسمه زین اسب پاره می‌شود و اوسیان به زمین می‌افتد. در این هنگام طلسم اوسیان از بین می‌رود و او از جوانی ورزیده تبدیل به پیرمردی فرتوت می‌شود.